# Michael Heilmann (atlet)
Michael Heilmann (* 26. října 1961 Kleinmachnow) je bývalý německý atlet. Své největší úspěch zaznamenal v maratonu.
Poprvé stanul na startovní čáře maratonského běhu v roce 1981 v Karl-Marx-Stadt (dnešní Chemnitz). Závod dokončil na šesté příčce s časem 2:18:19 hodin. Na Europacup-Marathonu roku 1983 ve španělském městě Laredo byl pátý s časem 2:12:55 hodin, však společně se svým týmem z Německé demokratické republiky zvítězil. Stejného roku se zúčastnil také maratonu Fukuoka-Marathon v Japonsku, kde skončil na deváté pozici.
V roce 1984 dosáhl Heilmann s časem 2:11:32 hodin na šestou pozici v japonském Tokyo International Men’s Marathon. Jelikož Německá demokratická republika odmítla účast na Letních olympijských hrách 1984 v Los Angeles, byl uspořádán náhradní maraton ve Východním Berlíně, kde za Jörgem Peterem skončil Heilmann na druhém místě s časem 2:09:30 hodin. Na konci sezóny se objevil opět na startovní čáře japonského maratonu ve Fukuoka, v němž skončil třetí s časem 2:10:59 hodin.
Roku 1985 se zúčastnil IAAF-Worldcup-Marathon. Celkově doběhl čtvrtý, avšak podařilo se mu zlomit německý rekord v maratonském běhu, který byl následně překonán již jen jednou Jörgem Peterem v roce 1988. Na podzim téhož roku zvítězil na Europacup-Marathonu s časem 2:11:28 hodin, který se konal v Římě. Na Mistrovství Evropy v atletice 1986 v německém Stuttgartu závod nedokončil.
Kvůli křečím se umístil v roce 1987 na Worldcup-Marathonu až na šestnácté příčce. Téhož roku vyhrál na závodě v Lipsku. V roce 1988 zvítězil na Mezinárodním maratonu míru ve slovenských Košicích, v japonské Fukuoce skončil sedmý a jako desátý doběhl na Europacup-Marathonu v belgickém Huy. Jako hlavní cena pro vítěze Mezinárodního maratonu míru bylo osobní vozidlo automobilky Škoda. Vůz mu byl však odebrán funkcionáři.
V roce 1990 skončil čtvrtý na závodě 25 Km von Berlin, třetí na maratonu v Hamburku a devátý na Berlínském maratonu. Jako poslední velký úspěch zaznamenal v roce 1992, kdy obsadil druhé místo na Houston-Marathon.
Svou atletickou kariéru ukončil v roce 1996. Od tohoto roku pracuje jako fyzioterapeut.